# Arif Kocabıyık
Arif Kocabıyık (* 1. September 1958 in Izmir) ist ein ehemaliger türkischer Fußballspieler. Kocabıyık wurde während seiner Karriere aufgrund seiner guten Balltechnik von den Medien als Çingene Arif (Arif, der Zigeuner) oder auch Dansöz Arif (Arif, der Tänzer) betitelt. Die Fußballfans nannten ihn auch Piç Arif (Arif, der Bastard).

## Karriere
Kocabıyık begann seine Karriere in der Jugend von Göztepe Izmir. 1977 wechselte er in die Jugend von İzmirspor. Nach zwei Jahren bei İzmirspor verpflichtete ihn der Aufsteiger der Süper Lig Çaykur Rizespor. Dort gehörte er auf Anhieb zur ersten Elf. In zwei Spielzeiten für Rizespor kam er auf 54 Ligaspiele und traf einmal ins Tor.
Im Sommer 1981 wechselte der Mittelfeldspieler zu Fenerbahçe Istanbul. In seinem zweiten Jahr bei Fenerbahçe wurde er zum ersten Mal türkischer Meister und Pokalsieger. Sein zweiter Meistertitel folgte 1985. Im selben Jahr bot Fenerbahçe Kocabıyık einen neuen Vertrag an, jedoch gefiel ihm das Vertragsangebot nicht. Für die damalige Summe von 10 Millionen türkische Lira kaufte er sich mit Unterstützung seiner Teamkollegen aus seinem Vertrag frei. Er wechselte zum Stadtrivalen Galatasaray Istanbul. In der Saison 1986/87 feierte Kocabıyık seinen dritten Meistertitel. Galatasaray wurde nach 14 Jahren türkischer Meister. Eine Saison später wurde er zum vierten und letzten Mal Meister.
1989 verließ Arif Kocabıyık die Gelb-Roten und wechselte in die 2. türkische Liga zu Göztepe Izmir. Es folgten Transfers zu Bursaspor und Elazığspor. Bei Elazığspor beendete er seine Karriere.
Für die Türkei spielte Arif Kocabıyık siebenmal und erzielte ein Tor.

## Erfolge
Fenerbahçe Istanbul
- Türkische Meisterschaft: 1983, 1985
- Türkischer Fußballpokal: 1983
- Cumhurbaşkanlığı Kupası: 1991

Galatasaray Istanbul
- Türkische Meisterschaft: 1987, 1988
- Cumhurbaşkanlığı Kupası: 1987, 1988
- Başbakanlık Kupası: 1986